# Cy Young Award

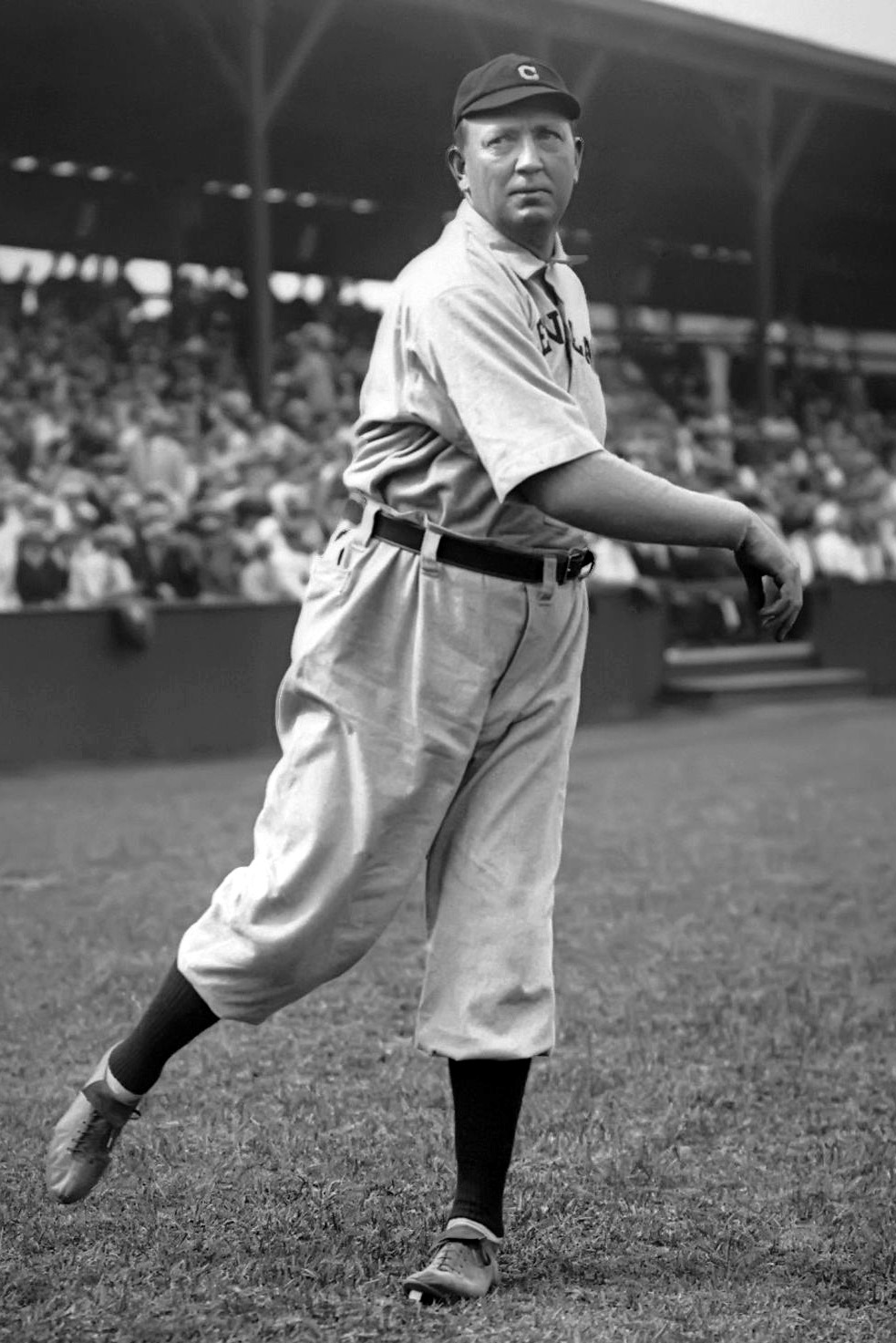
Nagrodę dla najlepszego miotacza nazwano na cześć Cy Younga.

Cy Young Award – nagroda nadawana corocznie w Major League Baseball najlepszemu miotaczowi w American League i National League. Wprowadzona w 1956 roku przez ówczesnego komisarza ligi Forda Fricka w hołdzie zmarłemu rok wcześniej członkowi Baseball Hall of Fame Cy Youngowi. Początkowo nagrodę przyznawano najlepszemu miotaczowi w całej Major League, od 1967 po odejściu ze stanowiska Fricka Cy Young Award otrzymuje dwóch miotaczy (jeden z American League i jeden z National League).
W głosowaniu udział biorą członkowie Baseball Writers’ Association of America, z których jeden reprezentuje dany klub. Od 2010 roku każdy głosujący wybiera pięciu zawodników, których nazwiska umieszcza na kartach do głosowania na miejscach od 1. do 5. (za 1. miejsce przyznaje się 7 punktów, za 2. 4 punkty, za 3. 3 punkty, za 4. 2 punkty, za 5. 1 punkt). Miotacz z najwyższą liczbą punktów otrzymuje nagrodę. W przypadku otrzymania tej samej liczby punktów, Cy Young Award otrzymuje dwóch zawodników.

## Najlepsi miotacze w Major Leagues (1956–1966)

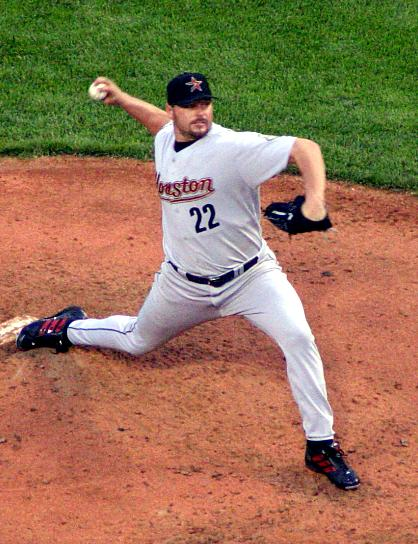
Roger Clemens – nagrodzony siedmiokrotnie.

### National League (1967–)

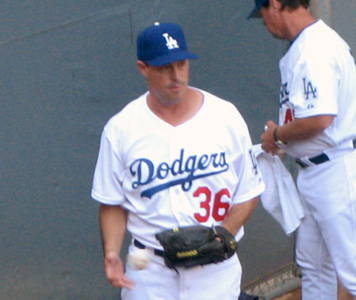
Greg Maddux – czterokrotny zdobywca nagrody.

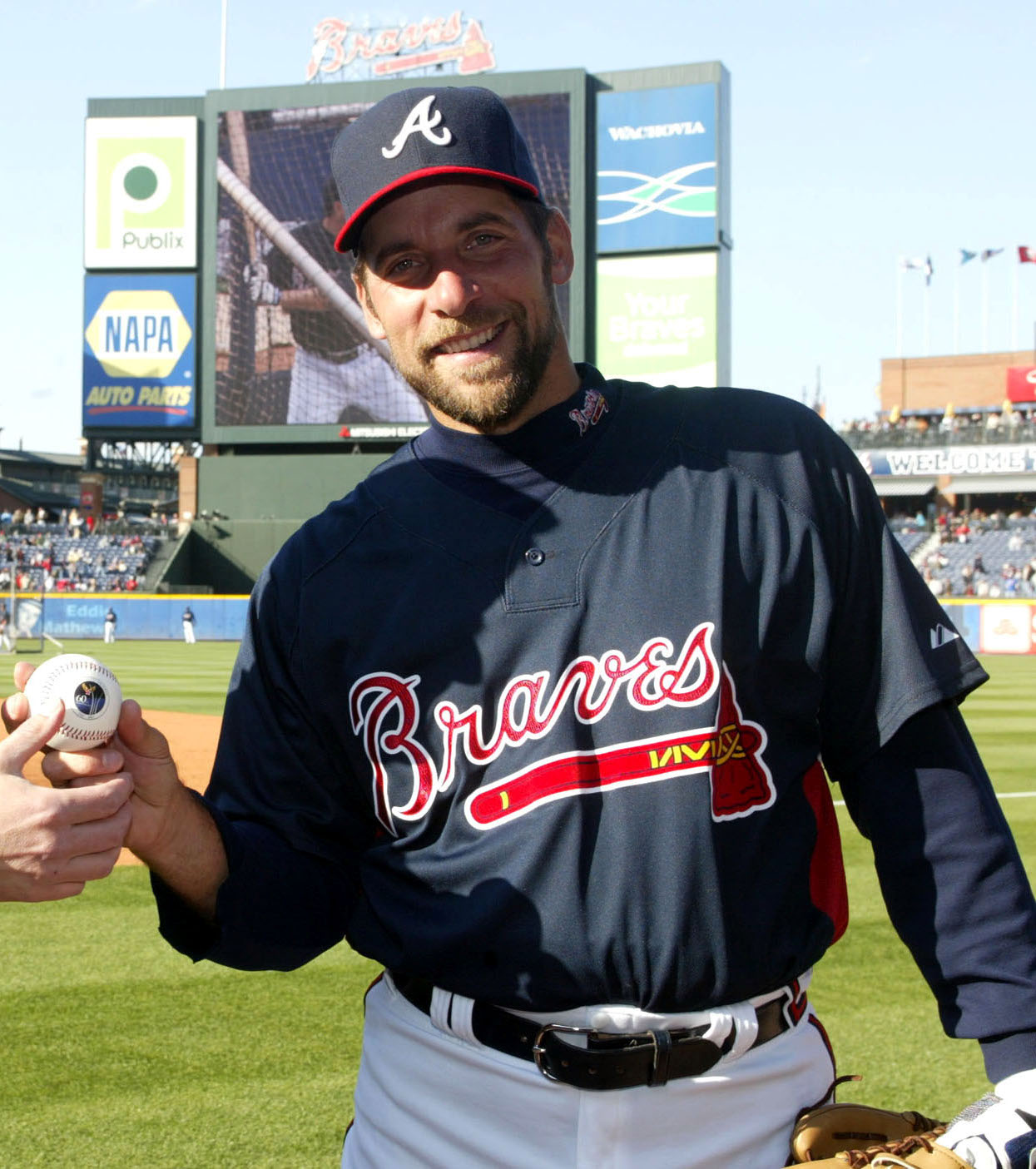
John Smoltz – zdobywca nagrody w 1996.

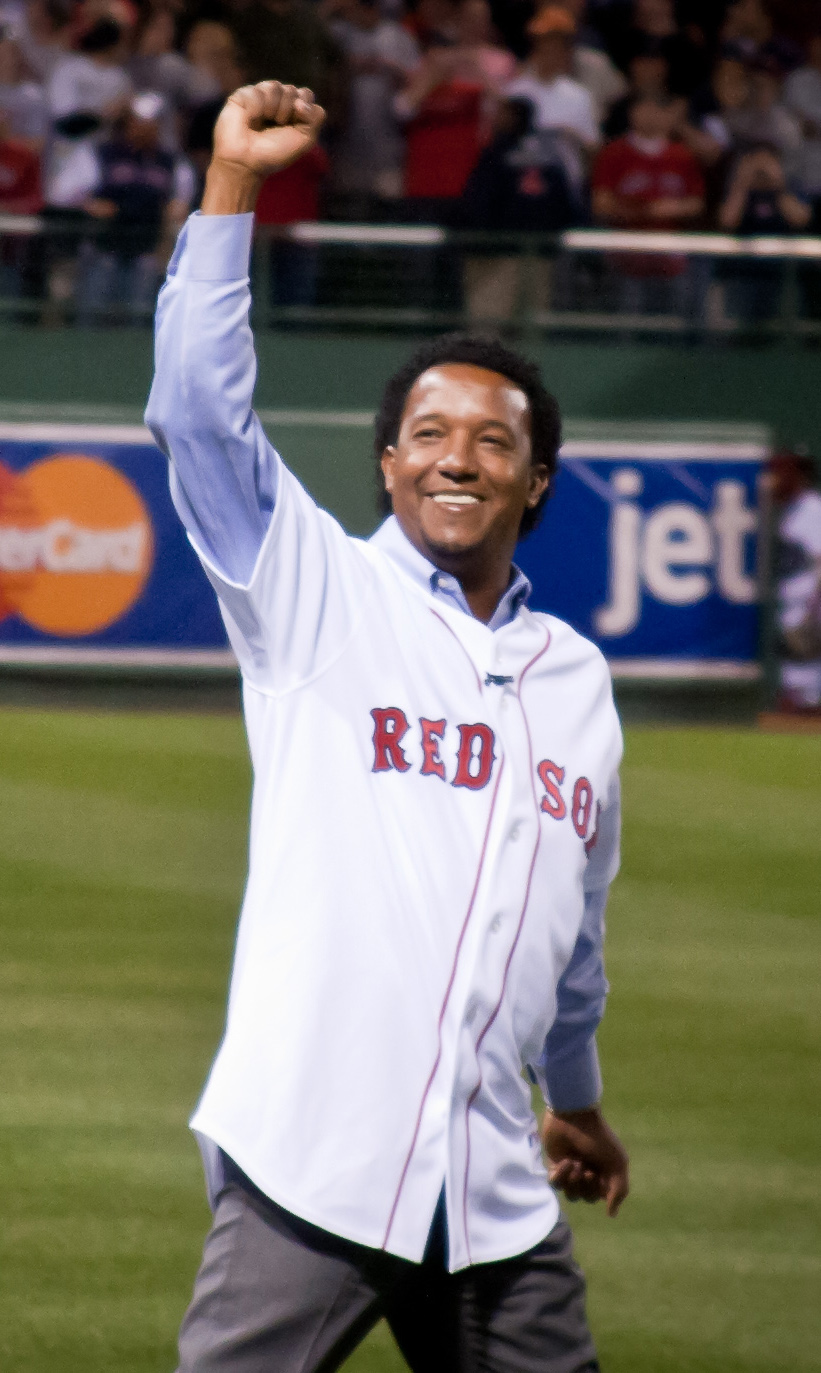
Pedro Martínez – trzykrotny zdobywca nagrody.

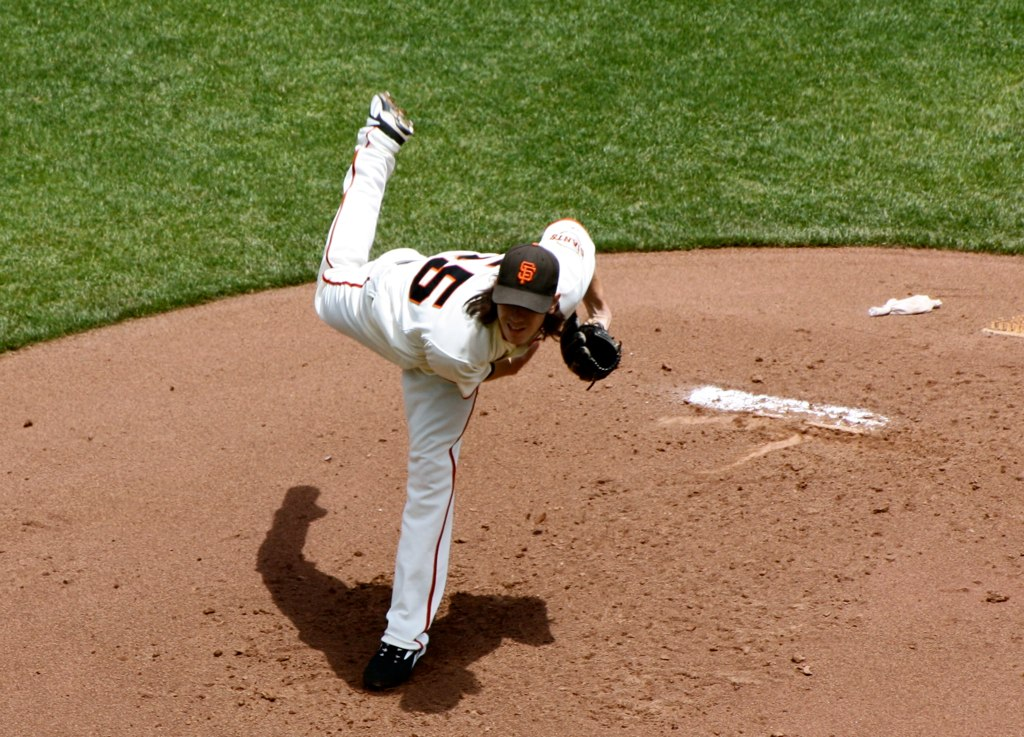
Tim Lincecum – dwukrotny zdobywca nagrody.

### American League (1967–)

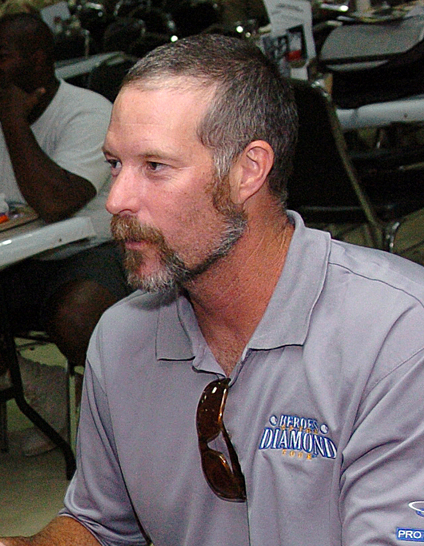
Jack McDowell – zdobywca nagrody w 1993.

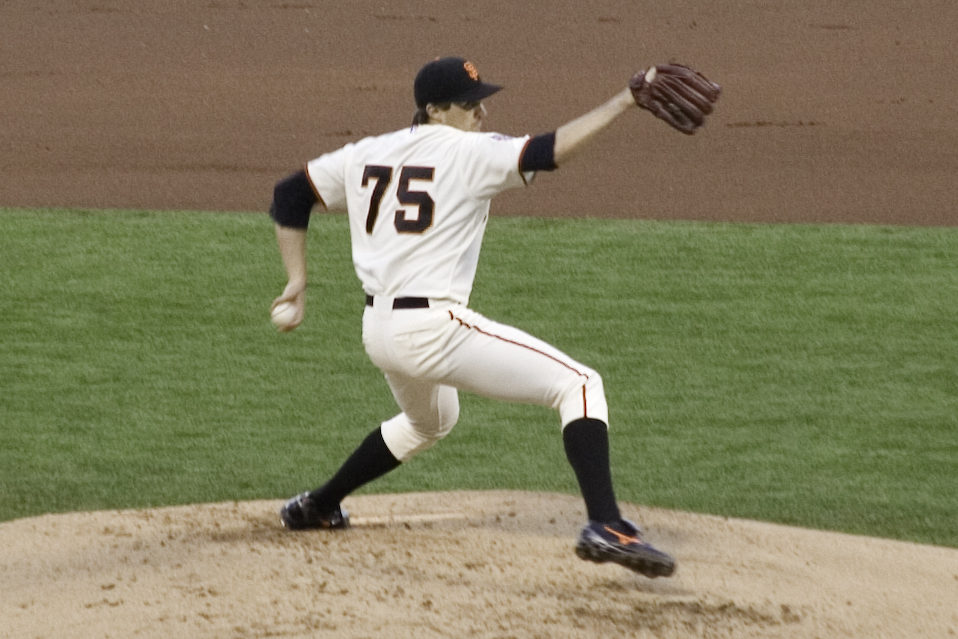
Barry Zito – zdobywca nagrody w 2002.

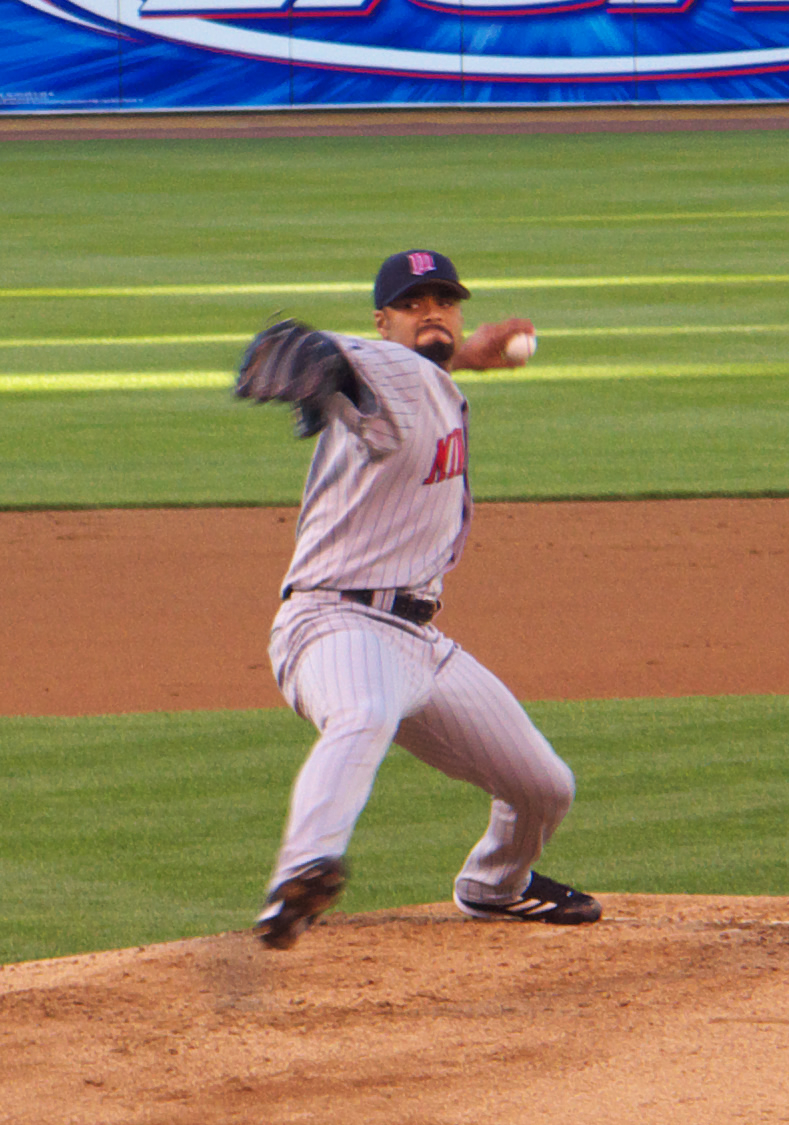
Johan Santana – dwukrotny zdobywca nagrody.

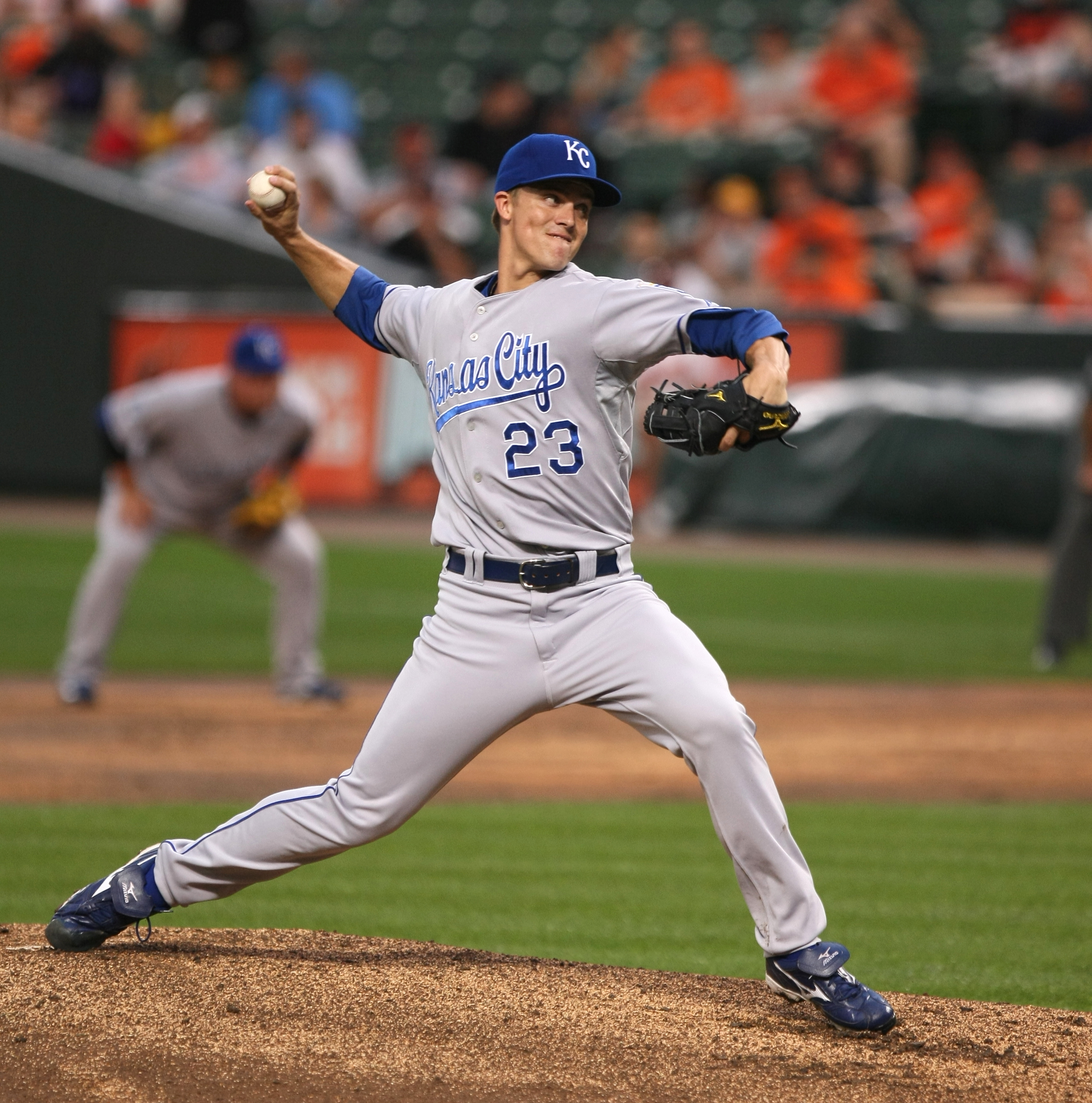
Zack Greinke – zdobywca nagrody w 2009.

## Najlepsi miotacze w Major Leagues (1956–1966)[3][4]
| Rok  | Miotacz         | Klub                     | W–L   | Saves | ERA  | Ks  |
| ---- | --------------- | ------------------------ | ----- | ----- | ---- | --- |
| 1956 | Don Newcombe*   | Brooklyn Dodgers (NL)    | 27–7  | 0     | 3,06 | 139 |
| 1957 | Warren Spahn #  | Milwaukee Braves (NL)    | 21–11 | 3     | 2,69 | 111 |
| 1958 | Bob Turley      | New York Yankees (AL)    | 21–7  | 1     | 2,97 | 168 |
| 1959 | Early Wynn #    | Chicago White Sox (AL)   | 22–10 | 0     | 3,17 | 179 |
| 1960 | Vern Law        | Pittsburgh Pirates (NL)  | 20–9  | 0     | 3,08 | 120 |
| 1961 | Whitey Ford #   | New York Yankees (AL)    | 25–4  | 0     | 3,21 | 209 |
| 1962 | Don Drysdale #  | Los Angeles Dodgers (NL) | 25–9  | 1     | 2,84 | 232 |
| 1963 | Sandy Koufax* # | Los Angeles Dodgers (NL) | 25–5  | 0     | 1,88 | 306 |
| 1964 | Dean Chance     | Los Angeles Angels (AL)  | 20–9  | 4     | 1,65 | 207 |
| 1965 | Sandy Koufax #  | Los Angeles Dodgers (NL) | 26–8  | 2     | 2,04 | 382 |
| 1966 | Sandy Koufax #  | Los Angeles Dodgers (NL) | 27–9  | 0     | 1,73 | 317 |

### National League (1967–)[3][4]
| Rok  | Miotacz               | Klub                  | W–L   | Saves | ERA  | Ks  |
| ---- | --------------------- | --------------------- | ----- | ----- | ---- | --- |
| 1967 | Mike McCormick        | San Francisco Giants  | 22–10 | 0     | 2,85 | 150 |
| 1968 | Bob Gibson* #         | St. Louis Cardinals   | 22–9  | 0     | 1,12 | 268 |
| 1969 | Tom Seaver #          | New York Mets         | 25–7  | 0     | 2,21 | 208 |
| 1970 | Bob Gibson #          | St. Louis Cardinals   | 23–7  | 0     | 3,12 | 274 |
| 1971 | Ferguson Jenkins #    | Chicago Cubs          | 24–13 | 0     | 2,77 | 263 |
| 1972 | Steve Carlton #       | Philadelphia Phillies | 27–10 | 0     | 1,98 | 310 |
| 1973 | Tom Seaver #          | New York Mets         | 19–10 | 0     | 2,08 | 251 |
| 1974 | Mike Marshall         | Los Angeles Dodgers   | 15–12 | 21    | 2,42 | 143 |
| 1975 | Tom Seaver #          | New York Mets         | 22–9  | 0     | 2,38 | 243 |
| 1976 | Randy Jones           | San Diego Padres      | 22–14 | 0     | 2,74 | 93  |
| 1977 | Steve Carlton #       | Philadelphia Phillies | 23–10 | 0     | 2,64 | 198 |
| 1978 | Gaylord Perry #       | San Diego Padres      | 21–6  | 0     | 2,73 | 154 |
| 1979 | Bruce Sutter #        | Chicago Cubs          | 6–6   | 37    | 2,22 | 110 |
| 1980 | Steve Carlton #       | Philadelphia Phillies | 24–9  | 0     | 2,34 | 286 |
| 1981 | Fernando Valenzuela** | Los Angeles Dodgers   | 13–7  | 0     | 2,48 | 180 |
| 1982 | Steve Carlton #       | Philadelphia Phillies | 23–11 | 0     | 3,11 | 286 |
| 1983 | John Denny            | Philadelphia Phillies | 19–6  | 0     | 2,37 | 139 |
| 1984 | Rick Sutcliffe        | Chicago Cubs          | 16–1  | 0     | 2,69 | 155 |
| 1985 | Dwight Gooden         | New York Mets         | 24–4  | 0     | 1,53 | 268 |
| 1986 | Mike Scott            | Houston Astros        | 18–10 | 0     | 2,22 | 306 |
| 1987 | Steve Bedrosian       | Philadelphia Phillies | 5–3   | 40    | 2,83 | 74  |
| 1988 | Orel Hershiser        | Los Angeles Dodgers   | 23–8  | 1     | 2,26 | 178 |
| 1989 | Mark Davis            | San Diego Padres      | 4–3   | 44    | 1,85 | 92  |
| 1990 | Doug Drabek           | Pittsburgh Pirates    | 22–6  | 0     | 2,76 | 131 |
| 1991 | Tom Glavine           | Atlanta Braves        | 20–11 | 0     | 2,55 | 192 |
| 1992 | Greg Maddux #         | Chicago Cubs          | 20–11 | 0     | 2,18 | 199 |
| 1993 | Greg Maddux #         | Atlanta Braves        | 20–10 | 0     | 2,36 | 197 |
| 1994 | Greg Maddux #         | Atlanta Braves        | 16–6  | 0     | 1,56 | 156 |
| 1995 | Greg Maddux #         | Atlanta Braves        | 19–2  | 0     | 1,63 | 181 |
| 1996 | John Smoltz #         | Atlanta Braves        | 24–8  | 0     | 2,94 | 276 |
| 1997 | Pedro Martínez #      | Montreal Expos        | 17–8  | 0     | 1,90 | 305 |
| 1998 | Tom Glavine #         | Atlanta Braves        | 20–6  | 0     | 2,47 | 157 |
| 1999 | Randy Johnson #       | Arizona Diamondbacks  | 17–9  | 0     | 2,49 | 364 |
| 2000 | Randy Johnson #       | Arizona Diamondbacks  | 19–7  | 0     | 2,64 | 347 |
| 2001 | Randy Johnson #       | Arizona Diamondbacks  | 21–6  | 0     | 2,49 | 372 |
| 2002 | Randy Johnson #       | Arizona Diamondbacks  | 24–5  | 0     | 2,32 | 334 |
| 2003 | Éric Gagné            | Los Angeles Dodgers   | 2–3   | 55    | 1,20 | 137 |
| 2004 | Roger Clemens         | Houston Astros        | 18–4  | 0     | 2,98 | 218 |
| 2005 | Chris Carpenter       | St. Louis Cardinals   | 21–5  | 0     | 2,83 | 213 |
| 2006 | Brandon Webb          | Arizona Diamondbacks  | 16–8  | 0     | 3,10 | 178 |
| 2007 | Jake Peavy            | San Diego Padres      | 19–6  | 0     | 2,54 | 240 |
| 2008 | Tim Lincecum          | San Francisco Giants  | 18–5  | 0     | 2,62 | 265 |
| 2009 | Tim Lincecum          | San Francisco Giants  | 15–7  | 0     | 2,48 | 261 |
| 2010 | Roy Halladay #        | Philadelphia Phillies | 21–10 | 0     | 2,44 | 219 |
| 2011 | Clayton Kershaw       | Los Angeles Dodgers   | 21–5  | 0     | 2,28 | 248 |
| 2012 | R.A. Dickey           | New York Mets         | 20–6  | 0     | 2,73 | 230 |
| 2013 | Clayton Kershaw       | Los Angeles Dodgers   | 16–9  | 0     | 1,83 | 232 |
| 2014 | Clayton Kershaw       | Los Angeles Dodgers   | 21–3  | 0     | 1,77 | 239 |
| 2015 | Jake Arrieta          | Chicago Cubs          | 22–6  | 0     | 1,77 | 236 |
| 2016 | Max Scherzer          | Washington Nationals  | 20–7  | 0     | 2,96 | 284 |
| 2017 | Max Scherzer          | Washington Nationals  | 16–6  | 0     | 2,51 | 268 |
| 2018 | Jacob deGrom          | New York Mets         | 10–9  | 0     | 1,70 | 269 |
| 2019 | Jacob deGrom          | New York Mets         | 11–8  | 0     | 2,43 | 255 |
| 2020 | Trevor Bauer          | Cincinnati Reds       | 5–4   | 0     | 1,73 | 100 |
| 2021 | Corbin Burnes         | Milwaukee Brewers     | 11–5  | 0     | 2,43 | 234 |
| 2022 | Sandy Alcántara       | Miami Marlins         | 14–9  | 0     | 2,28 | 207 |

### American League (1967–)[3][4]
| Rok  | Miotacz                   | Klub                             | W–L        | Saves | ERA       | Ks      |
| ---- | ------------------------- | -------------------------------- | ---------- | ----- | --------- | ------- |
| 1967 | Jim Lonborg               | Boston Red Sox                   | 22–9       | 0     | 3,16      | 246     |
| 1968 | Denny McLain*             | Detroit Tigers                   | 31–6       | 0     | 1,96      | 280     |
| 1969 | Mike Cuellar Denny McLain | Baltimore Orioles Detroit Tigers | 23–11 24–9 | 0     | 2,38 2,80 | 182 181 |
| 1970 | Jim Perry                 | Minnesota Twins                  | 24–12      | 0     | 3,04      | 168     |
| 1971 | Vida Blue*                | Oakland Athletics                | 24–8       | 0     | 1,82      | 301     |
| 1972 | Gaylord Perry #           | Cleveland Indians                | 24–16      | 1     | 1,92      | 234     |
| 1973 | Jim Palmer #              | Baltimore Orioles                | 22–9       | 1     | 2,40      | 168     |
| 1974 | Catfish Hunter #          | Oakland Athletics                | 25–12      | 0     | 2,49      | 143     |
| 1975 | Jim Palmer #              | Baltimore Orioles                | 23–11      | 1     | 2,09      | 193     |
| 1976 | Jim Palmer #              | Baltimore Orioles                | 22–13      | 0     | 2,51      | 159     |
| 1977 | Sparky Lyle               | New York Yankees                 | 13–5       | 26    | 2,17      | 68      |
| 1978 | Ron Guidry                | New York Yankees                 | 25–3       | 0     | 1,74      | 248     |
| 1979 | Mike Flanagan             | Baltimore Orioles                | 23–9       | 0     | 3,08      | 190     |
| 1980 | Steve Stone               | Baltimore Orioles                | 25–7       | 0     | 3,23      | 149     |
| 1981 | Rollie Fingers* #         | Milwaukee Brewers                | 6–3        | 28    | 1,04      | 61      |
| 1982 | Pete Vuckovich            | Milwaukee Brewers                | 18–6       | 0     | 3,34      | 105     |
| 1983 | LaMarr Hoyt               | Chicago White Sox                | 24–10      | 0     | 3,66      | 148     |
| 1984 | Willie Hernández*         | Detroit Tigers                   | 9–3        | 32    | 1,92      | 112     |
| 1985 | Bret Saberhagen           | Kansas City Royals               | 20–6       | 0     | 2,87      | 158     |
| 1986 | Roger Clemens*            | Boston Red Sox                   | 24–4       | 0     | 2,48      | 238     |
| 1987 | Roger Clemens             | Boston Red Sox                   | 20–9       | 0     | 2,97      | 256     |
| 1988 | Frank Viola               | Minnesota Twins                  | 24–7       | 0     | 2,64      | 193     |
| 1989 | Bret Saberhagen           | Kansas City Royals               | 23–6       | 0     | 2,16      | 193     |
| 1990 | Bob Welch                 | Oakland Athletics                | 27–6       | 0     | 2,95      | 127     |
| 1991 | Roger Clemens             | Boston Red Sox                   | 18–10      | 0     | 2,62      | 241     |
| 1992 | Dennis Eckersley* #       | Oakland Athletics                | 7–1        | 51    | 1,91      | 93      |
| 1993 | Jack McDowell             | Chicago White Sox                | 22–10      | 0     | 3,37      | 158     |
| 1994 | David Cone                | Kansas City Royals               | 16–5       | 0     | 2,94      | 132     |
| 1995 | Randy Johnson #           | Seattle Mariners                 | 18–2       | 0     | 2,48      | 294     |
| 1996 | Pat Hentgen               | Toronto Blue Jays                | 20–10      | 0     | 3,22      | 177     |
| 1997 | Roger Clemens             | Toronto Blue Jays                | 21–7       | 0     | 2,05      | 292     |
| 1998 | Roger Clemens             | Toronto Blue Jays                | 20–6       | 0     | 2,65      | 271     |
| 1999 | Pedro Martínez #          | Boston Red Sox                   | 23–4       | 0     | 2,07      | 313     |
| 2000 | Pedro Martínez #          | Boston Red Sox                   | 18–6       | 0     | 1,74      | 284     |
| 2001 | Roger Clemens             | New York Yankees                 | 20–3       | 0     | 3,51      | 213     |
| 2002 | Barry Zito                | Oakland Athletics                | 23–5       | 0     | 2,75      | 182     |
| 2003 | Roy Halladay #            | Toronto Blue Jays                | 22–7       | 0     | 3,25      | 204     |
| 2004 | Johan Santana             | Minnesota Twins                  | 20–6       | 0     | 2,61      | 265     |
| 2005 | Bartolo Colón             | Los Angeles Angels               | 21–8       | 0     | 3,48      | 157     |
| 2006 | Johan Santana             | Minnesota Twins                  | 19–6       | 0     | 2,77      | 265     |
| 2007 | CC Sabathia               | Cleveland Indians                | 19–7       | 0     | 3,21      | 209     |
| 2008 | Cliff Lee                 | Cleveland Indians                | 22–3       | 0     | 2,54      | 170     |
| 2009 | Zack Greinke              | Kansas City Royals               | 16–8       | 0     | 2,16      | 242     |
| 2010 | Félix Hernández           | Seattle Mariners                 | 13–12      | 0     | 2,27      | 232     |
| 2011 | Justin Verlander*         | Detroit Tigers                   | 24–5       | 0     | 2,40      | 250     |
| 2012 | David Price               | Tampa Bay Rays                   | 20–5       | 0     | 2,56      | 205     |
| 2013 | Max Scherzer              | Detroit Tigers                   | 21–3       | 0     | 2,90      | 240     |
| 2014 | Corey Kluber              | Cleveland Indians                | 18–9       | 0     | 2,44      | 269     |
| 2015 | Dallas Keuchel            | Houston Astros                   | 20–8       | 0     | 2,48      | 216     |
| 2016 | Rick Porcello             | Boston Red Sox                   | 22–4       | 0     | 3,15      | 189     |
| 2017 | Corey Kluber              | Cleveland Indians                | 18–4       | 0     | 2,25      | 265     |
| 2018 | Blake Snell               | Tampa Bay Rays                   | 21–5       | 0     | 1,89      | 221     |
| 2019 | Justin Verlander          | Houston Astros                   | 21–6       | 0     | 2,58      | 300     |
| 2020 | Shane Bieber              | Cleveland Indians                | 8–1        | 0     | 1,63      | 122     |
| 2021 | Robbie Ray                | Toronto Blue Jays                | 13–7       | 0     | 2,84      | 248     |
| 2022 | Justin Verlander          | Houston Astros                   | 18–4       | 0     | 1,75      | 185     |

#### Legenda
| W–L | Win-loss record                                                    |
| ERA | Earned run average                                                 |
| Ks  | Strikeouts                                                         |
| *   | Zawodnik w tym samym sezonie został wybrany MVP                    |
| **  | Zawodnik w tym samym sezonie został wybrany najlepszym debiutantem |
| #   | Członek Galerii Sław Baseballu                                     |

### Miotacze nagrodzeni wielokrotnie

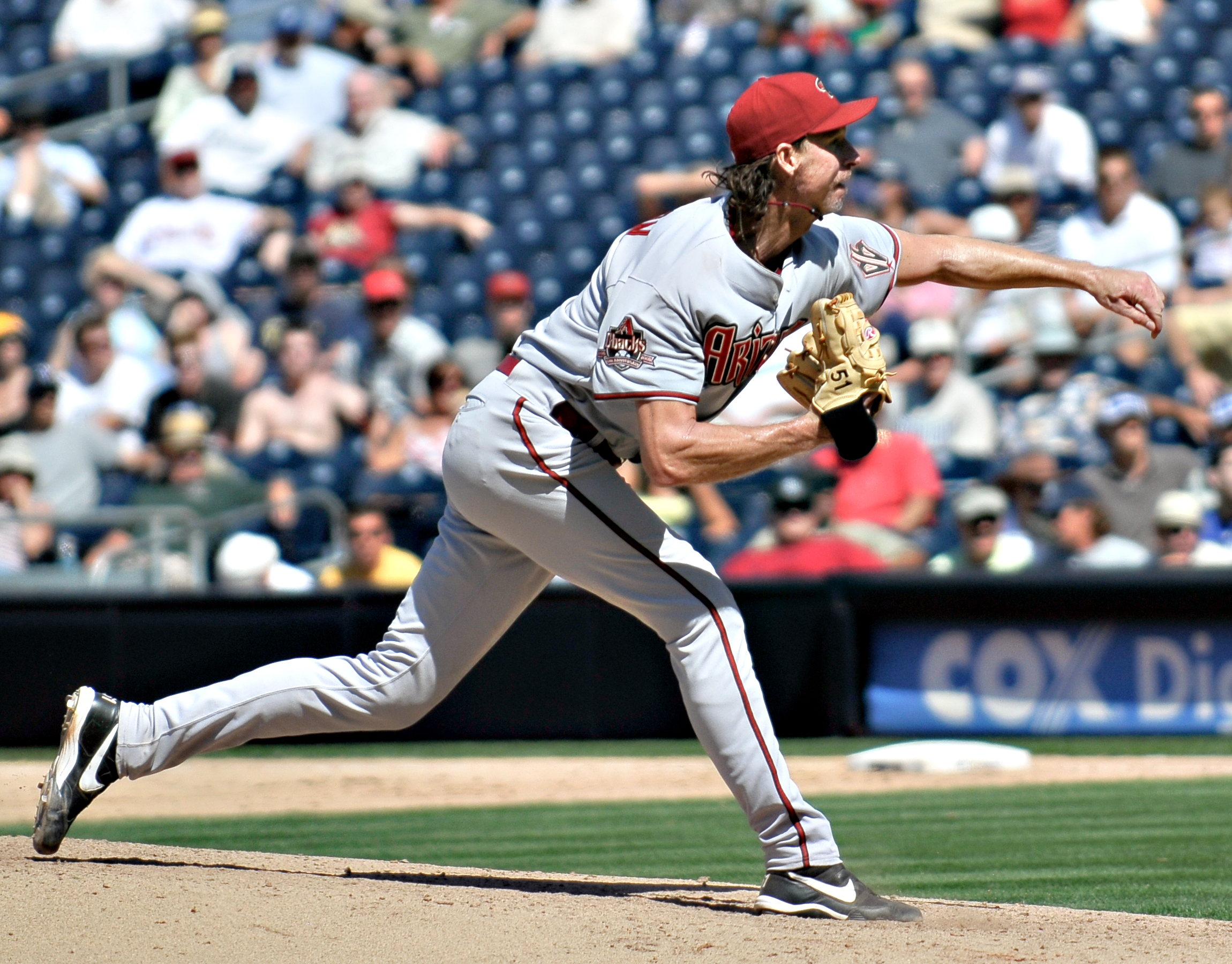
Randy Johnson – pięciokrotny zdobywca nagrody.

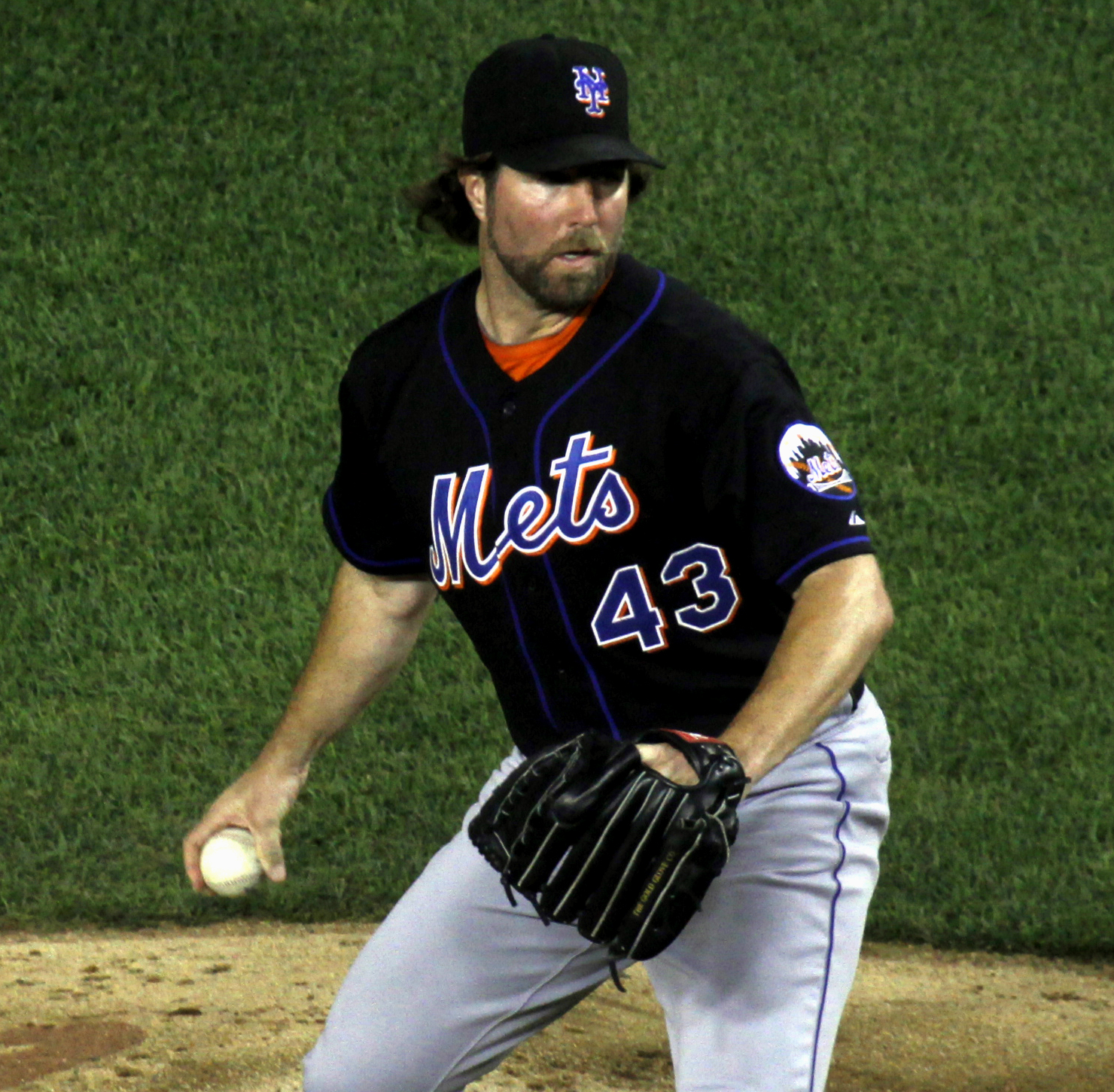
R. A. Dickey został piątym zawodnikiem w historii New York Mets, który zdobył Cy Young Award.

| Miotacz          | Liczba nagród | Lata                                     |
| ---------------- | ------------- | ---------------------------------------- |
| Roger Clemens    | 7             | 1986, 1987, 1991, 1997, 1998, 2001, 2004 |
| Randy Johnson    | 5             | 1995, 1999, 2000, 2001, 2002             |
| Steve Carlton    | 4             | 1972, 1977, 1980, 1982                   |
| Greg Maddux      | 4             | 1992, 1993, 1994, 1995                   |
| Sandy Koufax     | 3             | 1963, 1965, 1966                         |
| Pedro Martínez   | 3             | 1997, 1999, 2000                         |
| Jim Palmer       | 3             | 1973, 1975, 1976                         |
| Tom Seaver       | 3             | 1969, 1973, 1975                         |
| Clayton Kershaw  | 3             | 2011, 2013, 2014                         |
| Max Scherzer     | 3             | 2013, 2016, 2017                         |
| Justin Verlander | 3             | 2011, 2019, 2022                         |
| Bob Gibson       | 2             | 1968, 1970                               |
| Tom Glavine      | 2             | 1991, 1998                               |
| Denny McLain     | 2             | 1968, 1969                               |
| Gaylord Perry    | 2             | 1972, 1978                               |
| Bret Saberhagen  | 2             | 1985, 1989                               |
| Johan Santana    | 2             | 2004, 2006                               |
| Tim Lincecum     | 2             | 2008, 2009                               |
| Roy Halladay     | 2             | 2003, 2010                               |
| Corey Kluber     | 2             | 2014, 2017                               |
| Jacob deGrom     | 2             | 2018, 2019                               |

### Miotacze nagrodzeni według klubów
| Klub                                | Liczba nagród | Lata                                                                   |
| ----------------------------------- | ------------- | ---------------------------------------------------------------------- |
| Brooklyn/Los Angeles Dodgers        | 12            | 1956, 1962, 1963, 1965, 1966, 1974, 1981, 1988, 2003, 2011, 2013, 2014 |
| Milwaukee/Atlanta Braves            | 7             | 1957, 1991, 1993–1996, 1998                                            |
| Philadelphia Phillies               | 7             | 1972, 1977, 1980, 1982, 1983, 1987, 2010                               |
| Boston Red Sox                      | 7             | 1967, 1986, 1987, 1991, 1999, 2000, 2016                               |
| New York Mets                       | 7             | 1969, 1973, 1975, 1985, 2012, 2018, 2019                               |
| Baltimore Orioles                   | 6             | 1969, 1973, 1975, 1976, 1979, 1980                                     |
| Cleveland Indians                   | 6             | 1972, 2007, 2008, 2014, 2017, 2020                                     |
| Arizona Diamondbacks                | 5             | 1999–2002, 2006                                                        |
| Detroit Tigers                      | 5             | 1968, 1969, 1984, 2011, 2013                                           |
| New York Yankees                    | 5             | 1958, 1961, 1977, 1978, 2001                                           |
| Oakland Athletics                   | 5             | 1971, 1974, 1990, 1992, 2002                                           |
| Chicago Cubs                        | 5             | 1971, 1979, 1984, 1992, 2015                                           |
| Toronto Blue Jays                   | 5             | 1996–1998, 2003, 2021                                                  |
| Houston Astros                      | 5             | 1986, 2004, 2015, 2019, 2022                                           |
| Kansas City Royals                  | 4             | 1985, 1989, 1994, 2009                                                 |
| Minnesota Twins                     | 4             | 1970, 1988, 2004, 2006                                                 |
| San Diego Padres                    | 4             | 1976, 1978, 1989, 2007                                                 |
| Chicago White Sox                   | 3             | 1959, 1983, 1993                                                       |
| San Francisco Giants                | 3             | 1967, 2008, 2009                                                       |
| St. Louis Cardinals                 | 3             | 1968, 1970, 2005                                                       |
| Montreal Expos/Washington Nationals | 3             | 1997, 2016, 2017                                                       |
| Milwaukee Brewers                   | 3             | 1981, 1982, 2021                                                       |
| Los Angeles Angels                  | 2             | 1964, 2005                                                             |
| Pittsburgh Pirates                  | 2             | 1960, 1990                                                             |
| Seattle Mariners                    | 2             | 1995, 2010                                                             |
| Tampa Bay Rays                      | 2             | 2012, 2018                                                             |
| Cincinnati Reds                     | 1             | 2020                                                                   |
| Miami Marlins                       | 1             | 2022                                                                   |
| Colorado Rockies                    | 0             | –                                                                      |
| Texas Rangers                       | 0             | –                                                                      |

### Wybrani jednogłośnie
W National League 12 zawodników wybrano jednogłośnie.
- Sandy Koufax (1964, 1965, 1966)
- Greg Maddux (1994, 1995)
- Bob Gibson (1968)
- Steve Carlton (1972)
- Rick Sutcliffe (1984)
- Dwight Gooden (1985)
- Orel Hershiser (1988)
- Randy Johnson (2002)
- Jake Peavy (2007)
- Roy Halladay (2010)
- Clayton Kershaw (2014)
- Sandy Alcántara (2022)

W American League 7 zawodników wybrano jednogłośnie.
- Denny McLain (1968)
- Ron Guidry (1978)
- Roger Clemens (1986, 1998)
- Pedro Martinez (1999, 2000)
- Johan Santana (2004, 2006)
- Justin Verlander (2011, 2022)
- Shane Bieber (2020)